# Olympisk løfte
Det Olympiske løfte tages af en sportsmand og en dommer under åbningsceremonien ved De Olympiske Lege. Løftet blev givet første gang af en sportsmand ved Sommer-OL 1920 i Antwerpen, mens dommerne første gang afgav løftet ved Sommer-OL 1972 i München. 
Løfter lyder for sportsmanden: "På alle deltageres vegne lover jeg, at vi vil deltage i disse olympiske lege med respekt og lydighed over for de regler, der styrer dem, og i idrættens ånd, så det kan være til ære og hæder for vore hold."
Teksten har dog udviklet sig igennem årene, for eksempel blev afsnit omkring doping tilføjet i 2000. 